# 大原櫻子 4th TOUR 2017 AUTUMN 〜ACCECHERRY BOX〜
『大原櫻子 4th TOUR 2017 AUTUMN 〜ACCECHERRY BOX〜』（おおはらさくらこ・フォース・ツアー・ツーサウザンドセブンティーン・オータム・アクセチェリー・ボックス）は、日本の歌手・大原櫻子が2018年1月31日にVictor Entertainmentから発売した3作目の映像作品。

## 収録映像曲
1. ALIVE
2. マイ フェイバリット ジュエル
3. 青い季節
4. Realize
5. トレモロレイン
6. 瞳
7. Wherever you are
8. のり巻きおにぎり
9. うたうたいのうた
10. オレンジのハッピーハロウィン
11. おどるポンポコリン
12. 頑張ったっていいんじゃない
13. 糸
14. ちっぽけな愛のうた
15. サイン
16. 明日も
17. READY GO!
18. Jet Set Music!
19. 踊ろう
20. さよなら
21. 恋のはじまり（※1人歌唱Ver）
22. サンキュー。

### 特典
1. スペシャル・フォト・ブック（全52P）／ツアー密着映像「Document of ~ACCECHERRY BOX〜TOUR」